# CircuitMaker
CircuitMaker — программное обеспечение для автоматизации проектирования печатных плат, ориентированное на разработчиков и любителей. CircuitMaker доступен, как бесплатное программное обеспечение, и аппаратное обеспечение, разработанное с его помощью, может использоваться в коммерческих и некоммерческих целях без ограничений.

## История

### MicroCode CircuitMaker
CircuitMaker, TraxMaker и SimCode изначально разрабатывались компанией MicroCode Engineering, Inc., базирующейся в Ореме, с 1988 года. CircuitMaker 5 для Windows 3.1, 9x и NT стал доступен в 1997 году, CircuitMaker 6, CircuitMaker PRO, TraxMaker 3 и TraxMaker PRO в 1998 году

### Protel CircuitMaker
Компания Protel, разработчик программного обеспечения для автоматизации проектирования электроники (EDA), продавала CircuitMaker 2000 как редактор схем вместе с TraxMaker предназначенный для компоновки и проектирования печатных плат. Его простота использования и сравнительно низкая стоимость быстро завоевали популярность среди студентов, и этот программный пакет широко использовался для обучения проектированию печатных плат студентов инженерных специальностей в университетах. Широкая доступность подключаемых модулей и библиотек компонентов ускорила внедрение и обрело преданных последователей во всем мире. Когда Protel был переименован в Altium Limited в начале 2000-х годов, усилия разработчиков были перенаправлены на разработку DXP 2004, и поддержка CircuitMaker 2000 в конечном итоге была прекращена. Не смотря на это, CircuitMaker 2000 оставался популярным среди пользователей-любителей и студентов. Эта популярность была замечена Altium, и с тех пор наиболее успешные функции CircuitMaker 2000 были интегрированы в DXP 2004 и позднее были включены в Altium Designer.

### Altium CircuitMaker
Аппаратное обеспечение с открытым исходным кодом и простые в использовании платы для разработки, такие как Arduino и Raspberry Pi, повысили интерес сообщества к электронике, особенно к Fablab и хакерспейсам. Ведущие поставщики программного обеспечения EDA традиционно не имеют бесплатных версий, а профессиональные лицензии недоступны для любителей. Это привело к высокому уровню пиратства профессиональных программных пакетов или использованию устаревшего программного обеспечения, включая CircuitMaker 2000. Несколько инициатив, таких как EAGLE, попытались заполнить этот пробел, выпустив ограниченные версии полупрофессиональных инструментов EDA. Рост популярности KiCad еще больше фрагментировал рынок. Это давление в конечном итоге побудило Altium выпустить упрощенную и более удобную для пользователя версию своего профессионального программного пакета EDA и флагманского продукта Altium Designer, ориентированного на менее сложные проекты печатных плат. Это привело к возрождению CircuitMaker как программного обеспечения для создания схем и проектирования печатных плат .
Несмотря на сходство в названии, текущий CircuitMaker полностью отличается от CircuitMaker 2000 по функциональности и внешнему виду: модуль моделирования SPICE был удален; переработаны библиотеки; а элементы управления изменились с классических меню на более современный и визуально привлекательный ленточный интерфейс .

### Слияние с Upverter
14 мая 2018 года Altium объявила о планах объединить CircuitMaker и Upverter в единую бесплатную платформу для проектирования. Однако в сообщении в блоге от 11 мая 2019 года директор Altium Тед Павела заявил, что планы изменились, и продукты останутся отдельными, с функциями взаимодействия для файлов проекта.

## Функции
CircuitMaker реализует ввод схем и проектирование печатных плат, используя тот же движок, что и Altium Designer, обеспечивая почти идентичный пользовательский интерфейс. Редактор схем включает базовое размещение компонентов и проектирование схем, а также расширенный многоканальный дизайн и иерархические схемы. Все схемы загружаются на сервер Altium и могут быть просмотрены любым пользователем с учетной записью CircuitMaker, что стимулирует повторное использование проекта. CircuitMaker поддерживает интеграцию с поисковой системой Octopart и позволяет перетаскивать компоненты из результатов поиска Octopart, если к ним прикреплены схематические модели. Пользователи могут создавать отсутствующие схематические символы и передавать их на сервер, называемый Community Vault, делая их доступными для других пользователей. Постоянно растущая база данных деталей устраняет необходимость в пользовательских схематических символах или посадочных местах для обычных деталей, повышая удобство использования для начинающих. Невозможно импортировать модели компонентов из Altium Designer напрямую в CircuitMaker,, но для этого ограничения существуют поддерживаемые сообществом обходные пути.
Параллельное редактирование было добавлено в версии 1.3, что позволяет нескольким пользователям одновременно работать над документом схемы или платы и обмениваться идеями через интегрированную систему комментариев и аннотаций.
Перенос схем на печатную плату реализован в CircuitMaker легко и просто, поскольку посадочные места печатной платы автоматически прикрепляются к любому компоненту схемы, выбранному из библиотеки Octopart. К посадочным местам печатных плат могут быть прикреплены простые 3D-модели или сложные модели STEP, что позволяет выполнять 3D-рендеринг печатной платы в реальном времени во время разработки. CircuitMaker поддерживает настройку и проверку правил проектирования в реальном времени. Также доступны некоторые расширенные функции, в том числе дифференциальные пары, интерактивная настройка длины и управление заливкой полигона. Производственные файлы можно экспортировать напрямую, хотя для проверки экспорта необходимо использовать внешнюю программу просмотра Gerber. Всю печатную плату также можно экспортировать в виде 3D-модели STEP для дальнейшего использования в 3D программах или машиностроительных САПР (CAD).
CircuitMaker доступен только для операционной системы Windows. С 2020 года CircuitMaker можно запускать в Wine на Ubuntu с ограничениями, но некоторые пользователи сообщали, что он не работает в их дистрибутивах Linux. Неофициальная поддержка пользователей Linux и BSD предоставляется сотрудниками и волонтерами Altium на форуме CircuitMaker.
Хотя пользователи могут импортировать ресурсы из конкурирующих программных пакетов EDA, CircuitMaker не поддерживает экспорт ресурсов проектирования. Обходной путь для этой проблемы предоставляется Altium Designer 15 и 16, которые поддерживают импорт файлов CircuitMaker.

## Аппаратное обеспечение с открытым исходным кодом
Для CircuitMaker требуется бесплатная учетная запись, для доступа к открытому сообществу. Для запуска и использования программного обеспечения требуется активное подключение к Интернету. Пользователям разрешено иметь 5 частных проектов, так называемый режим песочницы для практики. По умолчанию все схемы и печатные платы загружаются на сервер и могут быть просмотрены другими пользователями, как только они будут зафиксированы через встроенный svn. Хотя это делает CircuitMaker нежелательным для проектов с закрытым исходным кодом, он поощряет сотрудничество в сообществе. Пользователям разрешено делать форки существующих проектов или запрашивать разрешение на совместную работу в существующих проектах. Поддерживается импорт схемных и печатных плат из других пакетов EDA (OrCAD, PADS, P-CAD, EAGLE). Пользователям разрешено владеть неограниченным количеством проектов, и нет жесткого ограничения на их сложность. Однако Altium предупреждает, что пользователи могут столкнуться с падением производительности при работе с крупными проектами.
По умолчанию все документы находятся под контролем системы управления версиями, что позволяет пользователям отменять изменения, сделанные в их проектах, и создавать новые версии существующих схематических символов или посадочных мест в хранилище сообщества. Пользователи могут комментировать проекты и детали друг друга, оценивать их и предлагать улучшения.
CircuitMaker поддерживает прямое создание производственных файлов в стандартных отраслевых форматах, таких как Gerber и NC Drill, а также печать трафаретов для травления печатных плат своими руками.

## Рекомендации
1. ↑  Graves, George. Altium Gives Away The Farm With New CircuitMaker Software. Hackaday (20 июня 2015). Дата обращения: 24 ноября 2015. Архивировано 8 января 2023 года.
2. ↑  Fabio, Adam. CircuitMaker From Altium. Hackaday (24 сентября 2015). Дата обращения: 24 ноября 2015. Архивировано 2 февраля 2023 года.
3. ↑  CircuitMaker FAQs. — «No, there is no licensing to worry about, and no subscription to maintain. The original version of CircuitMaker (latest edition was CircuitMaker200) always came with a free version targeted towards the educational market. The current version of CircuitMaker is totally free, giving you all the tools to think big and make cool stuff, with features and functionality to facilitate creation of diverse and challenging designs.» Дата обращения: 24 ноября 2015. Архивировано 18 января 2022 года.
4. ↑  Microcode Engineering's Circuit Design Software Now Features Mixed Analog/Digital Simulation. EE Times (3 ноября 1997). Дата обращения: 10 мая 2023. Архивировано 17 июня 2018 года.
5. ↑  Microcode Announces New Product Lineup for EDA Software Industry. EE Times (27 августа 1998). Дата обращения: 10 мая 2023. Архивировано 17 июня 2018 года.
6. ↑  Источник, Архивировано 17 апреля 2019, Дата обращения: 10 мая 2023
7. ↑  Источник (PDF), Архивировано из оригинала (PDF) 17 апреля 2018, Дата обращения: 10 мая 2023
8. ↑  Vickery, Christopher. Getting Started with CircuitMaker (2009). Дата обращения: 23 апреля 2017. Архивировано 31 октября 2022 года.
9. ↑  Yan, Ni. Practical Exercises of Protel DXP2004. — PRC : Science Press, 2007. — ISBN 978-7030198457.
10. ↑  Onwubolu, Godfrey. Mechatronics: Principles and Applications. — Elsevier Ltd., 2005. — P. 637–640. — ISBN 978-0-7506-6379-3.
11. ↑  How To Create A Professional Schematic. Дата обращения: 10 мая 2023. Архивировано 31 марта 2023 года.
12. ↑  Zak Homuth. And away we go... Merge! Upverter (15 мая 2018). Дата обращения: 10 мая 2023. Архивировано 6 марта 2023 года.
13. ↑  Pawela, Ted. Update on Upverter and its Development (11 мая 2019). Дата обращения: 17 июля 2019. Архивировано 17 июля 2019 года.
14. ↑  Jordan, Ben. The original Design Re-Use - Components (12 ноября 2015). Дата обращения: 24 ноября 2015. Архивировано 1 января 2016 года.
15. 1 2  Maxfield, Clive. Free CircuitMaker PCB Tool From Altium. EETimes (28 октября 2014). Дата обращения: 24 ноября 2015. Архивировано 18 апреля 2019 года.
16. ↑  Verbelen, Yannick. Component Revision Management. CircuitMaker Blog (4 января 2018). Дата обращения: 18 января 2019. Архивировано 6 марта 2023 года.
17. ↑  Zuienko, Maksim; Marinucci, Augusto. Import Altium library or component into CircuitMaker (9 июля 2022). Дата обращения: 14 июля 2022. Архивировано 26 марта 2023 года.
18. ↑  Verbelen, Yannick. Transferring Footprints between CircuitMaker and Altium Designer (12 декабря 2017). Дата обращения: 14 июля 2022. Архивировано 6 марта 2023 года.
19. ↑  Fijolek, Rafal. Collaboration in CircuitMaker extends to real time concurrency editing! Circuitmaker (5 августа 2016). Дата обращения: 5 августа 2016. Архивировано 19 января 2019 года.
20. ↑  Jordan, Ben. High speed layout/routing. CircuitMaker Forum (9 октября 2016). Дата обращения: 18 января 2019. Архивировано 19 января 2019 года.
21. ↑  Jones, Dave. EEVblog 754 Altium CircuitMaker first impressions (16 июня 2015). Дата обращения: 24 ноября 2015. Архивировано из оригинала 25 ноября 2015 года.
22. ↑  Jordan, Ben. 3 Steps for Installing CircuitMaker on Linux. CircuitMaker Blog (29 июня 2016). Дата обращения: 15 апреля 2017. Архивировано 6 марта 2023 года.
23. ↑  Fred, Jim. CircuitMaker on Ubuntu 16.04. WineHQ (5 марта 2017). Дата обращения: 15 апреля 2017. Архивировано 6 марта 2023 года.
24. ↑  Anderson, James. CircuitMaker on Linux. CircuitMaker Forum (23 августа 2016). Дата обращения: 15 апреля 2017. Архивировано 19 января 2019 года.
25. ↑  Carlson, Jay. Mac / Linux Version. CircuitMaker Forum (13 июня 2015). Дата обращения: 15 апреля 2017. Архивировано 19 января 2019 года.
26. ↑  My EAGLE design is not importing - why? CircuitMaker FAQ (10 марта 2016). — «CircuitMaker's EAGLE Importer is able to import EAGLE design files saved with EAGLE version 6.4.0 (or later).» Дата обращения: 15 апреля 2017. Архивировано 18 января 2022 года.
27. ↑  Loughhead, Phil. Moving CircuitMaker files to Altium Designer. CircuitMaker Forum (25 ноября 2015). — «Importing into AD15 or AD16 is the only method of transferring a CircuitMaker PCB file to Altium Designer.» Дата обращения: 15 апреля 2017. Архивировано 26 ноября 2020 года.
28. ↑  Getting CircuitMaker Installed and Running. — «To use CircuitMaker requires an account to be set up. This is achieved by registering to become part of the CircuitMaker Community - through the CircuitMaker website.» Дата обращения: 24 ноября 2015. Архивировано 18 января 2022 года.
29. ↑  Jones, Dave. EEVblog 527: Altium entry level PCB tool rant (26 сентября 2013). — «It requires an internet connection to make the thing work. You cannot start the thing or otherwise work on your projects without an internet connection.» Дата обращения: 24 ноября 2015. Архивировано из оригинала 25 ноября 2015 года.
30. ↑  Graves, George (20 июня 2015). Altium Gives Away The Farm With New Circuit Maker Software. Hackaday. Архивировано 8 января 2023. Дата обращения: 14 июля 2022.
31. ↑  It's All Free. — «CircuitMaker is completely free, with zero limitations to hold back your design potential.» Дата обращения: 24 ноября 2015. Архивировано 19 мая 2023 года.
32. ↑  CircuitMaker FAQs. — «While there are no 'hard limits' per se, the software has been engineered to make it impractical for use with large designs. To this end, the PCB Editor will start to exibit [sic] performance degradation when editing designs containing 5000 pads, becoming virtually unusable with designs containing 50,000 pads. Degradation itself takes the form of progressive slow-down in PCB editing functions (such as routing, placing components, polygon pours, etc).» Дата обращения: 24 ноября 2015. Архивировано 18 января 2022 года.
33. ↑  Verbelen, Yannick. Rapid Prototyping PCBs: etching your own boards with CircuitMaker. CircuitMaker Blog (7 апреля 2018). Дата обращения: 18 января 2019. Архивировано 6 марта 2023 года.